# Янджу (станция метро)
«Янджу» (кор. 양주역) — наземная станция Сеульского метро на Первой линии (локального и экспресс сообщения); это одна из трёх станций на территории Янджу (все на одной линии). До декабря 2007 года станция носила название Чунэ. Она представлена двумя островными платформами (обслуживаемых для различных сообщений). Станция обслуживается корпорацией железных дорог Кореи (Korail). Расположена в квартале Намбан-дон (адресː 118-1 Nambang-dong, 919 Pyeonghwaro) в городе Янджу (провинция Кёнгидо, Республика Корея). На станции установлены платформенные раздвижные двери.
Пассажиропоток — 17 992 чел/день (на 2012 год).
Станция для пригородного сообщения была открыта 25 октября 1948 года. Первая линия Сеульского метрополитена была продлена на 23,2 км до города Тондучхон — участок Канын—Соёсан, и было открыто 9 станций (Соёсан, Тондучхон, Посан, Тондучхончунан, Чихэн, Токчон, Токке, Янджу, Нокян), 15 декабря 2006 года.